# Thüringer HC
Thüringer Handball Club Erfurt-Bad Langensalza e. V. er et tysk kvindehåndboldhold fra Erfurt og Bad Langensalza. Klubben hører hjemme i Erfurt og spiller deres hjemmekampe i  Wiedigsburghalle i Nordhausen.  De spiller i Handball-Bundesliga Frauen.

## Meritter
- Bundesligaen for kvinder:   
  - Vindere (7): 2011, 2012, 2013, 2014, 2015, 2016, 2018
- DHB-Pokal
  - Vindere (3): 2011, 2013, 2019
- EHF Challenge Cup:
  - Finalister (1): 2009

## Spillertruppen

### Spillertruppen 2021-22
| Nr. | Navn                   | Nationalitet | Alder                     | Position     |
| --- | ---------------------- | ------------ | ------------------------- | ------------ |
| 1   | Laura Kuske            | Tyskland     | 19. november 2001 (23 år) | Målvogter    |
| 3   | Emma Ekenman-Fernis    | Sverige      | 24. juli 1996 (28 år)     | Højre fløj   |
| 6   | Annika Meyer           | Danmark      | 30. maj 1994 (30 år)      | Stregspiller |
| 7   | Yui Tanabe             | Japan        | 25. august 1994 (30 år)   | Venstre fløj |
| 8   | Dominika Zachová       | Tjekkiet     | 4. maj 1995 (29 år)       | Højre fløj   |
| 9   | Aslı İskit             | Tyrkiet      | 7. december 1993 (31 år)  | Venstre back |
| 11  | Lucy Gündel            | Tyskland     | 20. marts 2003 (22 år)    | Venstre fløj |
| 14  | Anika Niederwieser     | Italien      | 28. februar 1992 (33 år)  | Venstre back |
| 16  | Petra Blazek           | Østrig       | 15. juni 1987 (37 år)     | Målvogter    |
| 21  | Rinka Duijndam         | Holland      | 6. august 1997 (27 år)    | Målvogter    |
| 22  | Lamprini Tsakalou      | Grækenland   | 7. august 1993 (31 år)    | Højrr back   |
| 24  | Ines Khouildi          | Tunesien     | 11. marts 1985 (40 år)    | Venstre back |
| 27  | Kerstin Kündig         | Schweiz      | 2. juli 1993 (31 år)      | Playmaker    |
| 28  | Lýdia Jakubisová       | Slovakiet    | 14. oktober 1981 (43 år)  | Højre fløj   |
| 29  | Johanna Reichert       | Østrig       | 31. december 2001 (23 år) | Venstre back |
| 34  | Kim Braun              | Tyskland     | 6. februar 1997 (28 år)   | Stregspiller |
| 41  | Arwen Gorb             | Tyskland     | 20. juni 2002 (22 år)     | Venstre back |
| 43  | Jennifer Rode          | Tyskland     | 3. august 1995 (29 år)    | Højre back   |
| 57  | Josefine Huber         | Østrig       | 19. februar 1996 (29 år)  | Stregspiller |
| 81  | Miranda Schmidt-Robben | Holland      | 31. december 2001 (23 år) | Venstre fløj |